# Cephalodella rigida
Cephalodella rigida är en hjuldjursart som beskrevs av Donner 1950. Cephalodella rigida ingår i släktet Cephalodella och familjen Notommatidae. Inga underarter finns listade i Catalogue of Life.